# Wachon-myeon
Wachon-myeon (koreanska: 와촌면) är en socken i Sydkorea. Den ligger i kommunen Gyeongsan i provinsen Norra Gyeongsang, i den sydöstra delen av landet, 240 km sydost om huvudstaden Seoul.